# Johan Willem Beyen
Johan Willem (Wim) Beyen (Utrecht, 2 mei 1897 - 's-Gravenhage, 29 april 1976) was een Nederlands bankier, topambtenaar, politicus en diplomaat.

## Personalia
Johan Willem Beyen behoorde tot de Nieuwkapelse familie Beijen. Hoewel hij officieel Beijen heette, gaf hij de voorkeur aan de schrijfwijze Beyen. Zijn vader, Karel Hendrik Beijen, was jurist en werd al op jonge leeftijd secretaris van de Maatschappij tot Exploitatie van Staatsspoorwegen. Zijn moeder, Louisa Maria Coenen, stamde uit een familie van musici. Hij had twee broers, onder wie de archeoloog Hendrik Gerard Beyen. In 1922 trouwde Wim Beyen met Petronella J.G. (Nelly) Hijmans van Anrooij. Zij kregen twee zoons en een dochter. Aan het eind van de jaren dertig kreeg Beyen een relatie met de uit Oostenrijk afkomstige Margaretha Antonia (Gretel) Lubinka. Na de Tweede Wereldoorlog werd zijn eerste huwelijk ontbonden en trouwde hij met Gretel. Dat huwelijk was zeer gelukkig. Wim Beyen overleed in 1976.

## Opleiding
Wim Beyen groeide op in Bilthoven en Utrecht. Hij bezocht het Stedelijk Gymnasium in Utrecht en studeerde rechtsgeleerdheid aan de Rijksuniversiteit Utrecht. In zijn studententijd was hij lid van het Utrechtsch Studenten Corps, en actief bij onder andere het Koninklijk Utrechtsch Studenten Tooneel. Hij promoveerde in 1918 tot doctor in de rechtsgeleerdheid. In die tijd was daar in Utrecht niet per se een proefschrift voor nodig. Beyen volstond met het opstellen van een aantal stellingen die hij tijdens de promotiebijeenkomst met succes verdedigde.

## Functies bij de overheid en in het bedrijfsleven
Direct na zijn promotie werd Beyen aangesteld als tijdelijk adjunct-commies bij het ministerie van Financiën. Hij was toen 21 jaar. In een paar jaar tijd klom hij op tot plaatsvervangend thesaurier-generaal. Vanaf 1924 vervulde hij diverse functies in het bedrijfsleven: directiesecretaris bij Philips, hoofd van de Nederlandse vestiging van de Javasche Bank, directeur van de Rotterdamsche Bankvereeniging, de latere Rotterdamsche Bank, vice-president en later president van de Bank voor Internationale Betalingen (BIB) in Bazel, en directeur van Unilever. In zijn hoedanigheid als president van de BIB speelde hij in maart 1939 een sleutelrol bij de dubieuze overdracht van goud van de Centrale Bank in het door de nazi's bezette Tsjechië naar de Duitse Reichsbank. Tijdens de Tweede Wereldoorlog verbleef Beyen in het buitenland, voornamelijk in Londen. Hij was daar naast zijn functie bij Unilever financieel adviseur van de Nederlandse regering in ballingschap. In 1944 speelde hij een belangrijke rol tijdens de conferentie van Bretton Woods waar de basis werd gelegd voor de internationale financiële verhoudingen na de Tweede Wereldoorlog. Vanaf 1946 was hij de Nederlandse vertegenwoordiger in het bestuur van de Wereldbank en vanaf 1948 ook in dat van het Internationaal Monetair Fonds.

## Minister van Buitenlandse Zaken

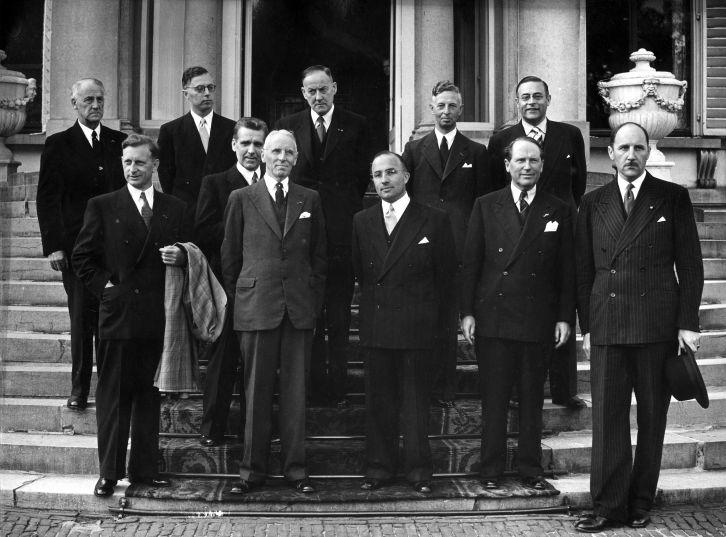
De nieuw beëdigde ministers van het tweede kabinet-Drees in 1952 op het bordes van Paleis Soestdijk. Wim Beyen staat op de voorgrond als tweede van rechts; helemaal rechts staat zijn collega Joseph Luns. In die tijd was het niet gebruikelijk dat koningin Juliana en de ministers die al bij een vorige gelegenheid waren beëdigd ook op de foto gingen.

Beyen, die geen lid was van een politieke partij, werd in 1952 aangezocht om minister van Buitenlandse Zaken te worden in het tweede (volgens een andere nummering het derde) kabinet-Drees. De bijzondere situatie deed zich voor dat de KVP'er Joseph Luns ook minister was op hetzelfde ministerie, zij het dat Beyen formeel hoofd van het departement was. De relatie tussen beide ministers was tamelijk slecht, vanwege competentiegeschillen, maar ook omdat ze het niet eens waren over diverse inhoudelijke onderwerpen. Zo had Beyen grote bezwaren tegen de opstelling van Luns in het conflict met Indonesië over Nederlands-Nieuw-Guinea. Beyen had als minister een belangrijk aandeel in het tot stand komen van de EEG. Hij zag in dat politieke integratie in Europa voorlopig niet mogelijk was en wist zijn collega's in het buitenland en in het Nederlandse kabinet ervan te overtuigen dat begonnen moest worden met economische samenwerking. De politieke samenwerking zou naar zijn mening daarna wel volgen. Na de verkiezingen van 1956 was een nieuw ministerschap voor hem niet weggelegd. Daarbij speelde een rol dat er weinig behoefte meer was aan een partijloze minister.

## Relatie met het koninklijk huis
Wim Beyen had vanaf de jaren dertig een nauwe band met prins Bernhard en prinses, later koningin, Juliana. Hij was onder andere betrokken bij de introductie van prins Bernhard in het Nederlandse bedrijfsleven en mocht ´Jula´ tegen Juliana zeggen. In zijn Londense oorlogsjaren had Beyen niet alleen regelmatig contact met prins Bernhard, maar ook met koningin Wilhelmina. Volgens Beyens biograaf Weenink heeft Juliana bij de formatie van het tweede kabinet-Drees in 1952 druk uitgeoefend om haar vriend Beyen in het kabinet te laten opnemen. Toen er als gevolg van de Greet Hofmans-affaire een groot conflict tussen Juliana en Bernhard ontstond, kreeg Beyen vanwege zijn nauwe relatie met het paar het verzoek van Drees om te proberen de schade binnen de perken te houden. Hij raakte daarbij echter in een ernstig conflict met Juliana, die hem er (waarschijnlijk ten onrechte) van verdacht dat hij gelekt had naar de pers. Juliana stelde zelfs een commissie in om het optreden van Beyen te onderzoeken. Daar kwam weinig uit, maar Beyens relatie met de koningin was bedorven. Ook dat was een reden waarom een nieuw ministerschap er in 1956 niet in zat. De band van Wim Beyen met prins Bernhard bleef wel goed.

## Na het ministerschap
In 1957 werd Beyen regeringscommissaris voor Duitse aangelegenheden. Hij moest met Duitsland onderhandelen over de oplossing van een aantal grensproblemen, onder andere in de Eems en de Dollard. In 1958 werd hij ondanks zijn moeizame relatie met de koningin benoemd tot ambassadeur in Parijs. Hij bleef dat tot 1962, toen hij bijna 66 was. Na zijn pensionering nam hij een aantal commissariaten in het bedrijfsleven op zich. Het belangrijkste was dat bij de Rotterdamsche Bank. Als president-commissaris begeleidde hij de fusie van die bank met de Amsterdamsche Bank in 1964, waarbij de AMRO Bank ontstond. In 1970 nam hij afscheid als lid van de raad van commissarissen van de nieuwe bank.

## Varia
- De oudste zoon van J.W. Beyen, Karel Herman (Has) Beyen, trad in een aantal opzichten in zijn voetsporen. Hij was lid van de raad van bestuur van de AMRO Bank en hij was een aantal jaren staatssecretaris van Economische Zaken.
- Wim Beyen was van huis uit protestants, maar behoorde niet tot een bepaalde kerk. Zijn vader was doopsgezind, zijn moeder remonstrants. Op latere leeftijd werd Beyen zelf rooms-katholiek.
- Beyen was een hartstochtelijk muziekliefhebber. Hij speelde iedere dag op zijn cello en nam het instrument mee op bijna al zijn buitenlandse reizen. Hij musiceerde af en toe samen met de pianist Daniël Wayenberg.
- Beyen was tot 2 juli 2024, toen Dick Schoof minister-president werd, de laatste partijloze Nederlandse minister. Er zijn sedert zijn ministerschap nog wel enkele partijloze  staatssecretarissen geweest.
- In Boekarest bij The Monument of The Founding Fathers of The European Union staat een beeldhouwwerk (buste) van Beyen.
- In Maastricht, Woerden en Zevenaar zijn straten naar hem genoemd.[2]

## Persoonlijke terugblikken
- Het spel en de knikkers. Een kroniek van 50 jaren, Ad. Donker, Rotterdam 1968.
- De zin van het nutteloze. Rarekiek van de 19e-eeuwse jaren der 20ste eeuw, Ad. Donker, Rotterdam 1970.

## Publicatie over Beyen
- Weenink, Wim H.. Bankier van de wereld. Bouwer van Europa. Johan Willem Beyen 1897-1976. Prometheus/NRC Handelsblad 2005, Amsterdam. ISBN 90 446 0476 7. (Proefschrift Universiteit Leiden)